# Señorío de Malinas
El Señorío de Malinas  (en neerlandés: Heerlijkheid Mechelen, en francés: Seigneurie de Malines) fue un pequeño señorío autónomo ubicado en los Países Bajos, compuesto por la ciudad de Malinas y algunos pueblos de los alrededores. Duró desde 910 hasta 1795.

## Historia
Durante la Edad Media, formó parte del Principado episcopal de Lieja, ratificado en 910. En la práctica, la zona estaba gobernada por la familia Berthout, una familia local, en contra de la voluntad de los Príncipes-Obispos de Lieja. Tras un intento de Anexión por parte del Ducado de Brabante en 1333 intentó anexionarse el señorío, Lieja cedió la zona al Condado de Flandes. Aún así los flamencos tampoco obtuvieron un control completo y permanente.
Por lo tanto, Malinas fue posteriormente considerada una de las Diecisiete Provincias y posteriormente una provincia de los Países Bajos meridionales. El señorío fue gobernado tanto por los duques de Borgoña como los emperadores y reyes de la casa de Habsburgo, tanto de la rama española como rama austríaca. Durante un tiempo, la ciudad fue conocida como la capital de los Países Bajos. Allí fue establecido el tribunal supremo de las Diecisiete Provincias y el Gran Consejo de Malinas. La institutriz Margarita de Austria también tenía su corte en Malinas. Posteriormente, la capital se trasladó principalmente a Bruselas.

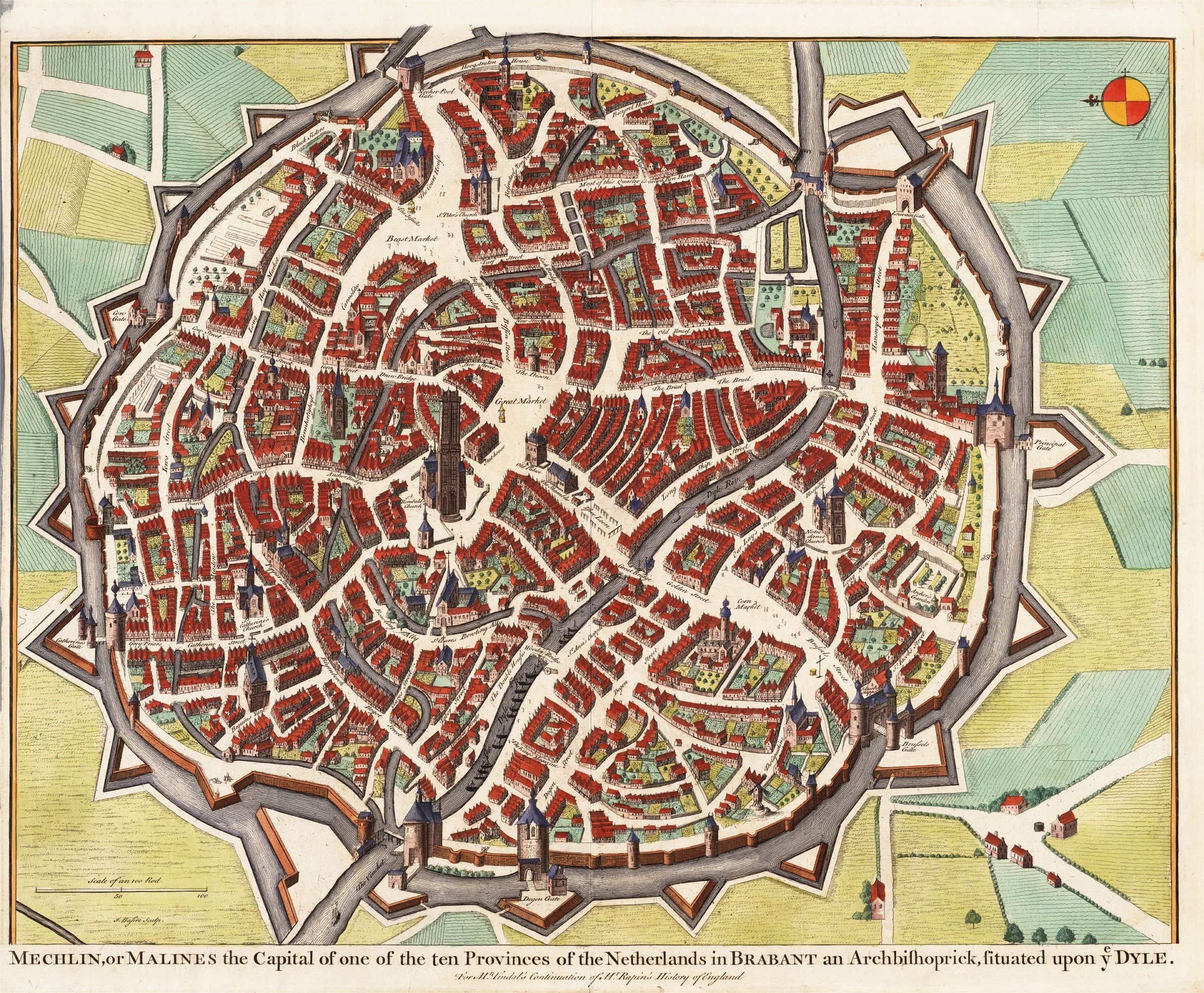
Imagen de la ciudad de Malinas en 1745

En 1795, el Señorío fue abolido tras las invasion de los revolucionarios franceses en el contexto de las Guerras revolucionarias francesas. Luego de eso pasó a formar parte del departamento francés de Deux-Nèthes. Hoy en día, forma parte de la provincia belga de Amberes.

## Ciudades
- La ciudad amurallada de Malinas
- Las aldeas Nekkerspoel, Nieuwland, Pennepoel, Battel, Geerdegem y otras
- Los pueblos de Hever, Muizen, Hombeek, Leest y Heffen
- En un enclave separado, Heist-op-den-Berg y algunas aldeas como Gestel.